# 腓力二世 (马其顿)
腓力二世（希臘語：Φίλιππος Β' ο Μακεδών，前382年—前336年），为馬其頓國王 （前359年－前336年），是阿敏塔斯三世和歐律狄刻最小的兒子，出生於佩拉。他是亞歷山大大帝和腓力三世的父親。

## 早年
在他年少時（約前368-前365年），曾在當時稱霸全希臘的底比斯做人質。雖然被軟禁在那裏，腓力卻接受了伊巴密濃達的軍事和外交教育，還是派洛皮德（Pelopidas）的少年愛孿童（eromenos），並寄居在底比斯聖隊的指揮官帕曼尼斯那。在前364年，腓力回到馬其頓。腓力的兄長國王佩爾狄卡斯三世在前359年逝世，其子阿敏塔斯四世即位，但他仍只是一個幼兒。因此腓力二世當上他的攝政王。同年，腓力二世篡了侄兒王位，自立為王。

## 即位以後
腓力優秀的軍事才能和擴張雄心使自己開始嶄露頭角。雖然他即位時馬其頓的處境相當危急，因擊敗前任國王的伊利里亞人依舊虎視眈眈，培奧尼亞人和色雷斯入侵並洗劫了王國東部地區，而雅典占據了邁索尼（Methoni）的海岸，還扶持一個叫阿爾勾斯（Argeus）的覬覦馬其頓王位者。腓力利用外交技巧，以繳交貢物來解決派奧尼亞人和色雷斯的入侵，於前359年在戰爭中擊敗3,000名雅典重裝步兵。之後，在暫時沒有其他的對手威脅下，他開始專注於強化王國內部的力量，尤其是軍隊。他最重要的創新無疑是馬其頓方陣，他讓步兵裝備著名薩里沙長矛，這是一種超長的長矛，藉由方陣組建成馬其頓軍團的核心。 
腓力二世曾與伊利里亞達耳達尼亞（Dardania）國王巴耳底利斯的女兒奧妲塔結婚。僅管政治聯姻，但這不會停止腓力朝他們進軍的腳步，前357年，一場激烈的戰鬥中7,000名伊利里亞人陣亡。這使得腓力的權威已經遠至內陸的奧赫里德湖一帶，也拉攏了伊庇魯斯人。他還與伊庇魯斯摩羅西亞公主奧林匹亞絲結婚。

腓力二世去世時的馬其頓疆域

他還利用同盟者戰爭為契機，進一步擴疆土。當時他與雅典達成協議，如果馬其頓攻克掌握潘蓋翁山金礦的城市—安菲波利斯，將拿此城與雅典交換馬其頓在前363年丟失的彼得那（Pydna）。然而，在彼得那到手之後，他一直控制安菲波利斯不願撤離。前356年，當雅典向他宣戰時，他隨與奧林索斯（Olynthus）主導的哈爾基季基同盟（Chalkidian League）同盟。這一次，他遵守他的諾言，當征服波蒂迪亞（Potidaea）後於前356年把它讓給聯盟。
同年，腓力也征服了革銳尼迪士（Krinides）並改其名稱為腓立比，他在腓立比駐守一支強大的駐軍，以便控制該地的金礦，這金礦在將來他大部分的行動中提供很大的資金幫助。在此期間，他的將領帕曼紐再次擊敗了伊利里亞人。而亞歷山大大帝也在此時出生，同時腓力在希臘奧林匹克運動會贏得賽馬項目。在前355年-前354年，他包圍雅典人在塞羅尼迦灣最後一個據點邁索尼，在這場圍城戰役中腓力失去了一隻眼睛，而雅典儘管派出兩支艦隊來援助，但邁索尼終究在前354年失陷。另外，腓力還在前354年-前353年間襲擊色雷斯附近海岸的阿布德拉（Abdera）和瑪羅涅亞（Maronea）。

## 介入第三次神聖戰爭
在前353年，腓力參加希臘城邦間的第三次神聖戰爭，同年夏天他入侵色薩利並擊敗7,000名福基斯軍隊。然而，福基斯人隨後在兩次戰鬥中擊敗腓力並迫使他撤退。第二年夏天，這次腓力率領一支包含20,000名步兵和3,000名色薩利騎兵部隊重返色薩利，在馬格尼西亞的克羅庫斯平原戰役擊敗福基斯軍。此一役6,000名福基斯人陣亡，3,000名被俘，後來還把俘虜淹死。這場勝利使腓力在希臘建立巨大的聲望，並獲取費萊（Pherae），之後腓力便被色薩利同盟舉為終身執政官（Archon），還獲得馬格尼西亞以及重要港口帕加塞（Pagasae）。然而，腓力無法即時朝希臘中部進軍，因為雅典為提防他，已經占據了溫泉關要道。腓力也沒有在進一步干涉第三次神聖戰爭局勢。
雖然沒有要與雅典全面開戰，但腓力仍用他的資金扶持在優卑亞島一個親馬其頓黨徒，來威脅雅典人。在前352年-前346年這段時間，腓力並沒有再往南下擴張疆土，他則是轉而完全征服北方和西方的內陸丘陵地區，並減弱沿岸直到馬里查河的希臘諸城邦的力量，而對於這一地區最強大的希臘城邦奧林索斯，他一直保持與他們的友好關係，直到奧林索斯附近地區都落入他手中為止。
前349年，腓力二世率大軍揮師南下，圍攻哈爾基季基半島上的奧林索斯，一來是戰略位置重要，二來原先奧林索斯與馬其頓親善，但後來轉與雅典同盟，加上他們窩藏腓力的親屬阿里達烏斯（Arrhidaeus），以及馬其頓王位覬覦者米尼勞斯（Menelaus）。雅典無法援救奧林索斯這座城市，因優卑亞島發生叛變，使他們的援軍在路途上就被招回，優卑亞島的事件很可能是腓力用他的資金所為。於是馬其頓在前348年占領了奧林索斯，並把這座城市夷平，其它哈爾基季基半島上的城邦也有相同的命運。確保並鞏固馬其頓和鄰近地區的安危後，腓力在第烏姆（Dium）舉行他的奧林匹克運動會。前347年，腓力率軍征服東部希伯魯斯河一帶，迫使色雷斯王公塞索布勒普提斯（Cersobleptes）臣服。前346年，底比斯人因在第三次神聖戰爭首當其衝，於是連同色薩利人請求馬其頓能加入底比斯這方陣營與福基斯人作戰，腓力答應了請求，並迫使福基斯人投降。而馬其頓與雅典的戰爭斷斷續續進行，而當腓力率軍南下色薩利，雅典最終與馬其頓簽定了菲洛克拉底和約，結束這場戰爭。
腓力接著派出使者前往斯巴達，說：「你們最好早點臣服，如果不歸順的話，我會率軍入侵你們的領土，摧毀你們的農田，殘害你們的人民，夷平你們的城市」，而斯巴達人僅短短回應：「如果」，但腓力最後依然沒有讓斯巴達人臣服。

## 稱霸希臘

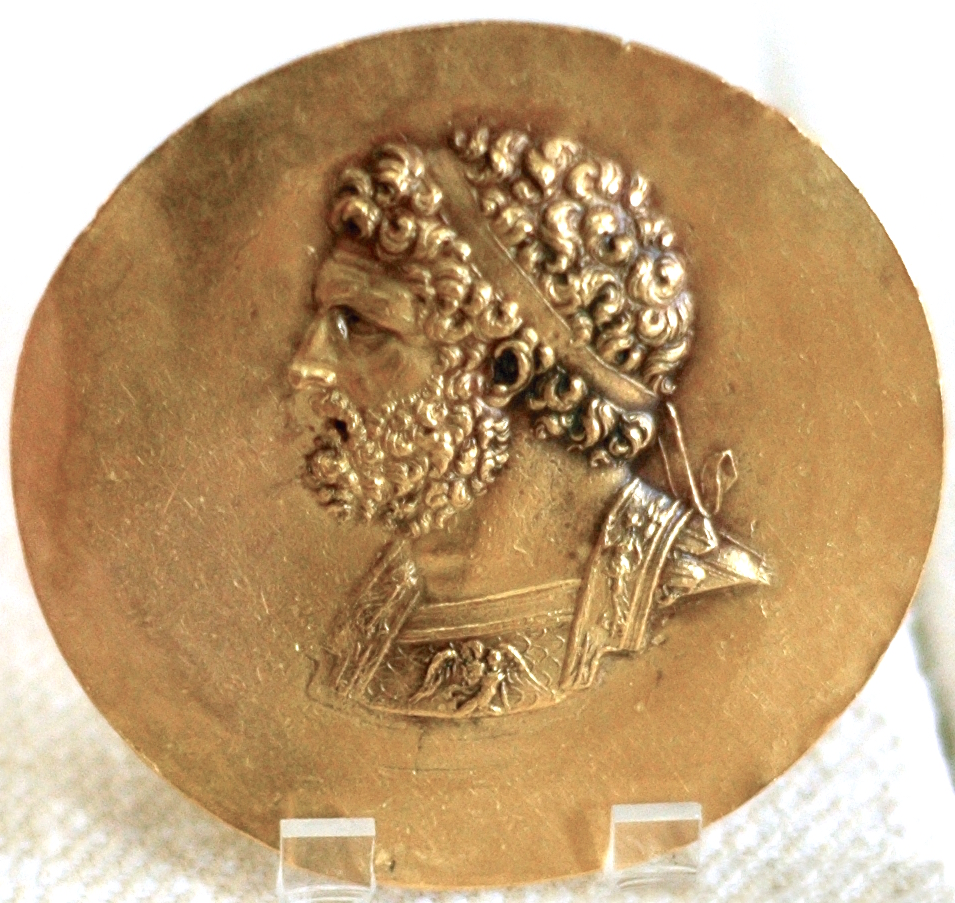
腓力二世的錢幣

前346～前343年間，腓力不時插手各城邦的騷亂，不經交戰就滲入希臘各地區。在前345年，腓力歷經一場對阿爾迪安人（Ardiaei）的艱困戰鬥，在那場戰爭中他的腳受到敵軍攻擊受了傷，從此便跛了右腳。
前342年，腓力在色雷斯發起一系列戰役，把色雷斯絕大部分地區合併為一個省，並征服色雷斯人的一個要塞據點，並以自己名字命為「菲利波波利」，即現在的普羅夫迪夫。最後腓力向定居多瑙河三角洲南岸的西徐亞人耀武揚威。
然而當腓力二世正在圍攻拜占庭之時，雅典竟與拜占庭結盟，腓力二世對於雅典的容忍終於爆發出來，決定與雅典開戰。之後很快地，腓力放棄對拜占庭圍城，學者Cawkwell認為這是因為腓力二世決定要與雅典徹底清算，準備日後要在希臘境內所爆發的戰爭作準備。
西元前339年，腓力再度介入第四次神聖戰爭。雅典、科林斯等城邦組成了反馬其頓同盟。西元前338年，馬其頓大軍與希臘同盟軍會戰於中希臘，即著名的喀羅尼亞戰役，結果希臘同盟失敗。馬其頓大軍主力南下伯羅奔尼撒，使斯巴達完全孤立，基本實現了對希臘的征服。
西元前337年，腓力二世在科林斯召開全希臘會議（僅斯巴達缺席），會議約定成立馬其頓——希臘的永久性同盟，盟主當然是馬其頓。會議決定維持現存法律及秩序，並決定東征阿契美尼德帝國。喀羅尼亞戰役決定性的慘敗、科林斯同盟專制性的條款，標誌著希臘城邦時代的結束。據說，已屆98歲高齡、原本是親馬其頓派的領袖——伊索克拉底，在意識到腓力二世實質上控制希臘之後，絕食而亡。他的自殺與他的老對手、反馬其頓派領袖——狄摩西尼為捍衛希臘城邦自由而進行的奮鬥殊途同歸，終於在最後達到了共識，構成了城邦時代的希臘的悲劇的最後一幕。

## 暗殺

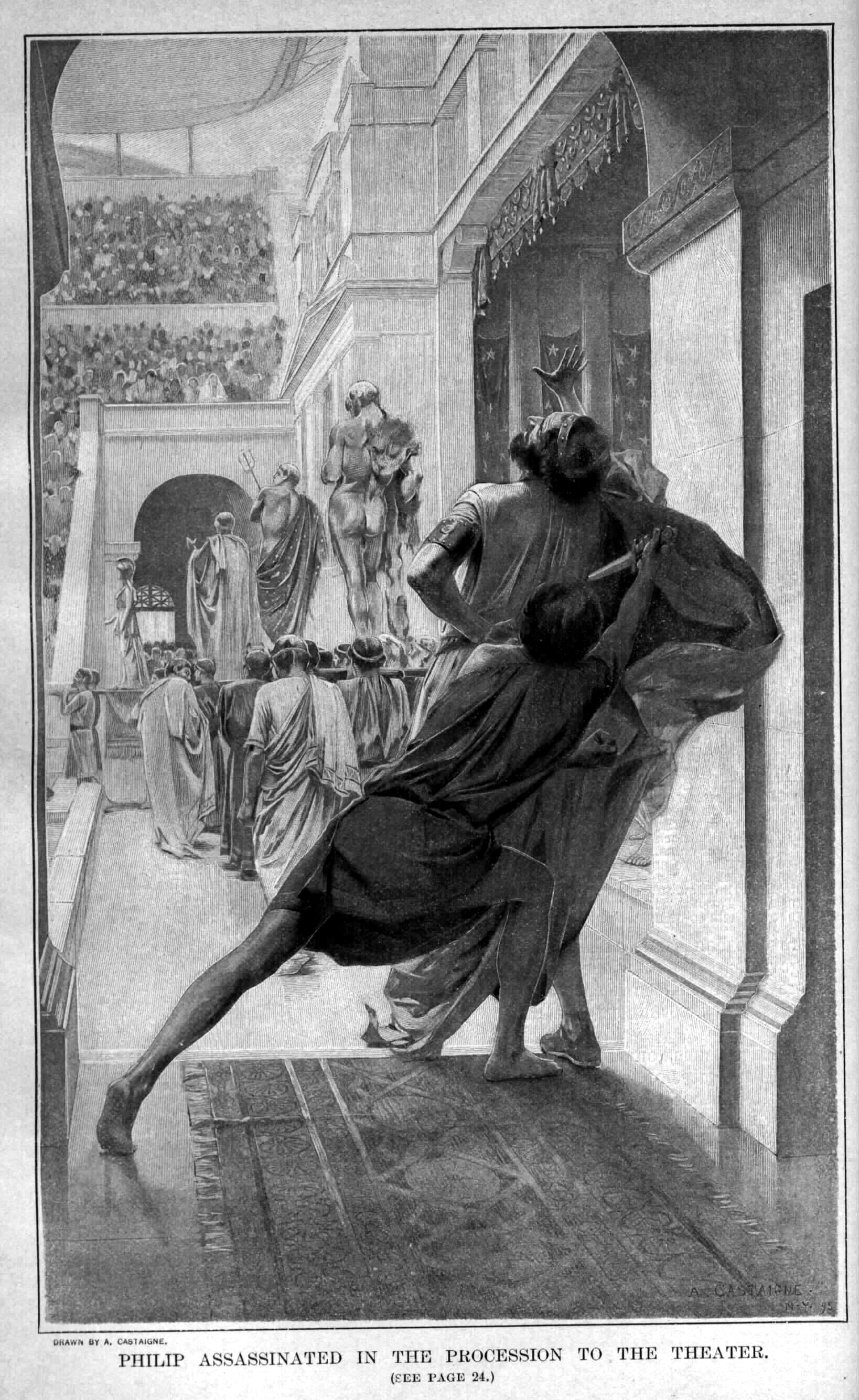
腓力在女兒的婚禮上遇刺身亡

腓力二世在征服希臘之後原本有針對波斯的進一步的擴張計畫，西元前336年春，至少有1萬人的先頭部隊由阿塔罗斯统帅，受腓力派遣，渡過了赫勒斯滂海峽，攻入阿契美尼德王朝所属的小亚细亚，大軍將在秋天隨腓力出發。一場震動歐亞非大陸的戰爭帷幕就要拉開。但腓力竟突然在當年夏季女兒的婚禮上遇刺身亡。
這個暗殺事件發生在前336年的馬其頓古都埃格，王室聚集此地，並慶祝伊庇魯斯的亞歷山大一世和腓力女兒克麗奧佩脫拉的婚禮，當腓力二世沒有警戒下進入城內的戲院時，他被他的近身護衛官保薩尼亞斯所殺，刺殺者得手後連忙逃走，並逃到埃格城門前，騎上協助者備妥的馬匹逃遁，但最後終被三名腓力的侍衛追上並被殺。
對於為何保薩尼亞斯會殺了腓力二世，相當難探討，在古代史書上也對這個問題爭論不休，當代亞里斯多德的紀錄是目前唯一保留下來的，他簡潔說了腓力會被保薩尼亞斯殺，是因為保薩尼亞斯曾得罪腓力岳父阿塔羅斯的部下。
15年後，史學家克來塔卡斯對此事多加描述並且可能修飾這個事件，百年後，克來塔卡斯的版本受到西西里的狄奧多羅斯採用，之後的史家也是如此。在狄奧多羅斯的歷史第16冊中，描述保薩尼亞斯是腓力的同性愛人，但因為怨恨腓力把注意力轉移到另一個也叫保薩尼亞斯的年輕男子上，他嘲弄腓力的新情人的行為，讓那個年輕人拋棄他的生命，這使得那個年輕人的朋友阿塔羅斯開始對付保薩尼亞斯，於是阿塔羅斯藉由邀請保薩尼亞斯晚宴，趁機把他灌醉，在對他性侵來加以報復。
當保薩尼亞斯向腓力控訴此事，但腓力感覺不好去懲處阿塔羅斯，因他正要派阿塔羅斯和帕曼紐率軍小亞細亞，去建立一個橋頭堡以利腓力的東征大業。加上腓力自己娶了阿塔羅斯的女兒或是姪女克麗奧佩脫拉·歐律狄刻，實在不想冒犯阿塔羅斯。於是腓力為了緩和保薩尼亞斯的怒氣，把他提升至自己的近身護衛官，然而保薩尼亞斯因此似乎把怒氣轉到那個讓他無法報復並使自己被羞辱的腓力身上，他開始計畫謀殺案。在一段時間後，阿塔羅斯率軍前往與阿契美尼德王朝作戰，保薩尼亞斯開始他的陰謀。其他史家如查士丁，則認為亞歷山大和其母親奧林匹亞絲至少在此案中得利，奧林匹亞絲甚至毫不掩飾她對保薩尼亞斯的感激，如果認為查士丁的記載是正確的話，那當晚她從放逐的地方回來，並給予保薩尼亞斯的屍首頭冠，為他築墳，並命人每年為他獻祭。
現代的學者認為古代文獻都難以令人相信，對於保薩尼亞斯而言，他的弒君動機難以令人接受。而亞歷山大和奧林匹亞絲涉案也令人起疑，若要暗殺腓力的話，他們就難以受到效忠腓力的軍隊支持。總之，腓力竟突然在當年夏季女兒的婚禮上遇刺身亡，可謂壯志未酬，馬其頓的王位由其子，也就是後來偉大的將領，亚历山大三世（西元前356～323）繼承。
普遍认为，腓力二世葬于希腊市镇费尔吉纳北部的大墓山。

## 婚姻
關於腓力的許多次婚姻的時間，和諸位王后的名字仍有爭議，以下是阿特納奧斯所記載腓力的婚姻：
- 奧妲塔，她是伊利里亞國王巴耳底利斯的女兒，生有女兒庫娜涅。
- 菲拉，她是德達斯（Derdas）的女兒，也是馬卡塔斯（Machatas of Elimeia）的姊妹。
- 費萊的尼刻西波莉絲，她是色薩利人，也是帖撒羅妮加的生母。
- 伊庇魯斯的奧林匹亞絲， 她是亞歷山大大帝和克麗奧佩脫拉的母親。
- 拉里薩的菲莉涅，她是腓力三世的母親。
- 奧德薩的墨妲，她是色雷斯國王科特拉斯（Cothelas）的女兒。
- 克麗奧佩脫拉，可能是阿塔羅斯的女兒或姪女，腓力為她取名為歐律狄刻。